# Symplecta punctulata
Symplecta punctulata är en tvåvingeart som först beskrevs av de Meijere 1919.  Symplecta punctulata ingår i släktet Symplecta och familjen småharkrankar. Inga underarter finns listade i Catalogue of Life.